# Severočeský krajský přebor 1972/1973
V soubojích Severočeského krajského přeboru 1972/73, jedné ze skupin 5. nejvyšší československé fotbalové soutěže, se utkalo 16 týmů dvoukolovým systémem podzim - jaro. Tento ročník skončil v červnu 1973.

## Výsledná tabulka
Zdroj:
| Poř. | Tým                           | Z  | V  | R  | P  | VG | OG | B  |
| ---- | ----------------------------- | -- | -- | -- | -- | -- | -- | -- |
| 1.   | TJ Slavoj Litoměřice          | 30 | 15 | 11 | 4  | 52 | 31 | 41 |
| 2.   | TJ Slovan Kadaň               | 30 | 11 | 12 | 7  | 44 | 31 | 34 |
| 3.   | TJ Severotuk Ústí             | 30 | 12 | 10 | 8  | 54 | 47 | 34 |
| 4.   | TJ Baník Most „B“             | 30 | 13 | 7  | 10 | 37 | 35 | 33 |
| 5.   | TJ SCHZ Lovosice              | 30 | 14 | 5  | 11 | 50 | 49 | 33 |
| 6.   | TJ Rapid Liberec              | 30 | 12 | 8  | 10 | 32 | 33 | 32 |
| 7.   | TJ Meziboří                   | 30 | 11 | 9  | 10 | 48 | 49 | 31 |
| 8.   | TJ Spartak Ústí nad Labem „B“ | 30 | 11 | 9  | 10 | 37 | 36 | 31 |
| 9.   | TJ Kovostroj Děčín „B“        | 30 | 11 | 7  | 12 | 43 | 37 | 29 |
| 10.  | TJ VJŠ Jirkov                 | 30 | 11 | 7  | 12 | 53 | 52 | 29 |
| 11.  | TJ SZ Česká Lípa              | 30 | 11 | 7  | 12 | 50 | 46 | 39 |
| 12.  | TJ Dynamo Doksy               | 30 | 10 | 8  | 12 | 51 | 56 | 28 |
| 13.  | VTJ Dukla Litoměřice          | 30 | 9  | 9  | 12 | 45 | 57 | 27 |
| 14.  | TJ Kovohutě Povrly            | 30 | 11 | 5  | 14 | 44 | 52 | 27 |
| 15.  | TJ Slovan Liberec „B“         | 30 | 7  | 9  | 14 | 50 | 58 | 23 |
| 16.  | TJ SEPAP Štětí                | 30 | 9  | 1  | 20 | 48 | 77 | 19 |

Poznámky:
- Z = Odehrané zápasy; V = Vítězství; R = Remízy; P = Prohry; VG = Vstřelené góly; OG = Obdržené góly; B = Body

|  | Postup do Divize B 1973/74             |
|  | Sestup do příslušné I. A třídy 1973/74 |